# One of the Boys
One of the boys er et album fra 2008 af den amerikanske sanger Katy Perry.

## Spor
| 1.    | "One of the Boys"      | Katy Perry                           | Butch Walker              | 4:07 |
| 2.    | "I Kissed a Girl"      |                                      | Dr. Luke Benny Blanco [a] | 3:00 |
| 3.    | "Waking Up in Vegas"   | Perry Desmond Child Andreas Carlsson | Greg Wells Perry          | 3:19 |
| 4.    | "Thinking of You"      | Perry                                | Walker                    | 4:06 |
| 5.    | "Mannequin"            | Perry                                | Wells                     | 3:17 |
| 6.    | "Ur So Gay"            | Perry Wells                          | Wells                     | 3:39 |
| 7.    | "Hot n Cold"           | Perry Gottwald Max Martin            | Dr. Luke Benny Blanco [a] | 3:40 |
| 8.    | "If You Can Afford Me" | Perry Dave Katz Sam Hollander        | S*A*M and Sluggo          | 3:18 |
| 9.    | "Lost"                 | Perry Ted Bruner                     | Bruner                    | 4:16 |
| 10.   | "Self Inflicted"       | Perry Scott Cutler Anne Preven       | Cutler Preven             | 3:25 |
| 11.   | "I'm Still Breathing"  | Perry David Stewart                  | Stewart                   | 3:48 |
| 12.   | "Fingerprints"         | Perry Wells                          | Wells                     | 3:44 |
| 44:01 |                        |                                      |                           |      |